# Pilcomayo (canonnière)
La canonnière Pilcomayo était un navire de la marine péruvienne ayant participé à la Guerre du Pacifique (1879-1884). il a été capturé par la marine chilienne le 17 novembre 1879. Il a servi pour des recherches hydrographiques, puis de navire-école pour les aspirants chiliens. En service jusqu'en 1909, il a été transformé en ponton à Talcahuano

## Historique

### Construction et mise en service
Deux navires de combat, le Chanchamayo et le Pilcomayo, ont été construits entre 1872 et 1874 sur ordre du gouvernement péruvien aux chantiers navals Money Wigram & Sons à Blackwall, en Grande-Bretagne. Ils sont arrivés à Callao le 11 janvier 1875.
Sa coque était en bois de teck, clouée et doublée de cuivre et renforcée par du fer galvanisé. Sa machineriea été fabriquée par la J. Penn & Company de Greenwich.
Son armement se composait de 6 canons : deux Armstrong de 70 livres (un à tribord et un à bâbord), et quatre Armstrong 40 livres (deux de chaque côté). Au-dessus de la ligne médiane, un canon Gatling a été ajouté peu de temps avant le début de la guerre.

## Actions navales

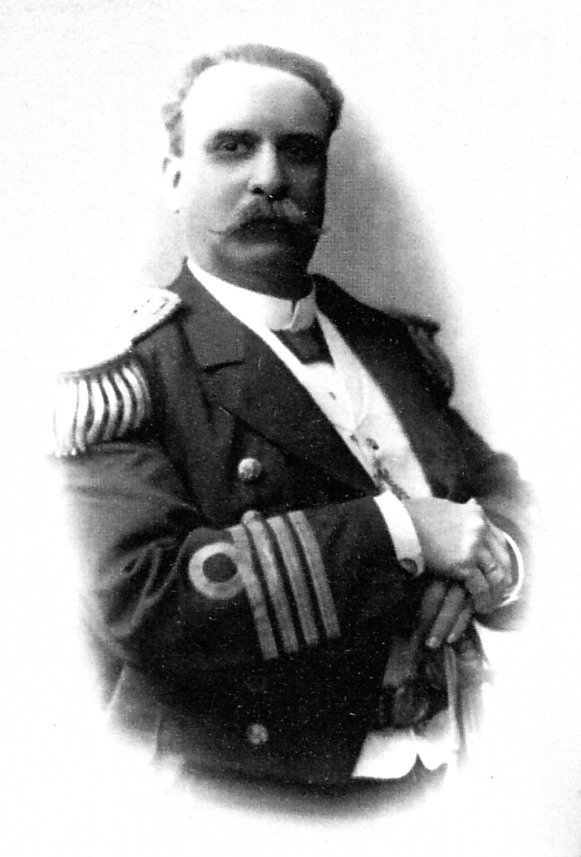
Antonio C. de la Guerra Gorostidi (1835-1905) commandant de la canonnière.

En 1877, il fit partie de la division navale que le gouvernement avait formée pour traquer le monitor Huáscar pendant le soulèvement du Huáscar en 1877 , mais ses principales actions navales ont été menées pendant la guerre du Pacifique.
Le 7 avril 1879, il quitta Callao avec la corvette Unión au sud et participa au combat naval de Chipana sous le commandement du capitaine de frégate Antonio C. de la Guerra, retournant à Callao le 17 avril.
Expéditions au large de la Bolivie :
Il fut de nouveau mis en service le 29 juin 1879, cette fois sous le commandement du capitaine Carlos Ferreyros, partant de Callao et arrivant à Arica le 2 juillet. Il transportait une cargaison de 2000 fusils pour l'armée bolivienne. Le 4 juillet, il a escorté le transport Oroya à Pisagua, arrivant le même jour et continuant ensuite le voyage vers le sud.
Devant rejoindre Tocopilla et naviguant de nuit il  y est entré le 6 juillet à 9h00. Il a surpris le marchand chilien Matilde et trois bateaux remplis de nourriture et de fourrage au port. Après avoir envoyé des parlementaires sur le quai pour avertir qu'il ne bombarderait pas la population, il a coulé la Matildede cinq coups de canon et a fait sauter les bateaux.
Après cette action, il a rejoint plein régime  Antofagasta pour surprendre le camp militaire chilien qui y était stationné. Mais à 12h20, il a aperçu la frégate Blanco Encalada , la corvette Chacabuco et le transport Limarí, qui venaient d'Iquique.
Remarquant la présence des navires chiliens, il a essayé de s'échapper collé à la côte et ensuite se dirigea vers le nord. Poursuivi par le Blanco Encalada pendant près de 20 heures, Pilcomayo est arrivé à Arica le 8 à 3 heures du matin et la division navale chilienne a abandonné la chasse.
Le 15 juillet, devant capturer les transports ennemis à Cobija si elle les trouvait avec l'hypothèse que l'Almirante Cochrane était à Iquique et le Blanco Encalada à Antofagasta. Mais le Cochrane chassa le Pilcomayo du 17 au 18 juillet sans pouvoir l'atteindre, qui arriva à Arica le 22. Après une brève escale à Pacocha, il se rendit à Callao le 26 juillet transportant 28 prisonniers du transport Rímac capturé.

## Perte du navire

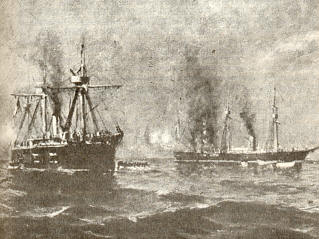
Capture du Pilcaomayo par Blanco Encalada

Le 17 novembre 1879, le Pilcomayo, l' Union et le transport Chalaco sont revenus à Callao sur ordre du président péruvien. Cependant, le 18 novembre, les navires péruviens sont pris en embuscade par l'escadre chilienne, le Pilcomayo  s'engage dans un duel d'artillerie avec le Blanco Encalada. À la suite de cet affrontement, le Pilcomayo est perdu tandis que les deux autres navires péruviens ont réussi à se sauver. Le commandant a ordonné de mettre le feu et de couler la canonnière pour empêcher l'ennemi de la capturer, mais les Chiliens sont montés à bord du navire et ont empêché son sabordage. Le commandant et son équipage ont été transférés au Chili en tant que prisonniers de guerre.